# Midnight Oil
Midnight Oil és un grup de rock nascut a Sydney, Austràlia, a finals de 1976, l'obra i les activitats del qual es caracteritzen pel seu compromís ideològic amb causes sociopolítiques com el pacifisme, l'ecologisme i la defensa dels drets dels indígenes australians. Entre el 1977 i el 2002 Midnight Oil publicà 16 discos amb unes vendes superiors als 12 milions d'exemplars. La seva etapa de major èxit comercial tingué lloc entre 1987 i 1993 gràcies als àlbums «Diesel and Dust» (1987) i «Blue Sky Mining» (1990).
La seva carrera es va perllongar fins al desembre del 2002 quan el seu cantant, Peter Garrett, decidí abandonar la banda per dedicar-se a la política professional. Garrett va ingressar al Partit Laborista Australià el juny del 2004 i entre el novembre del 2007 i el juny del 2013 formà part dels governs laboristes de Kevin Rudd i Julia Gillard
El maig del 2016, mitjançant un comunicat al seu lloc web, el grup va fer pública la seva intenció de tornar als escenaris amb una gira prevista per al 2017.

## Membres
- Peter Garrett (1976-2002)
- Rob Hirst (1976-2002)
- Jim Moginie (1976-2002)
- Martin Rotsey (1976-2002)
- Bones Hillman (1987-2002)
- Peter Gifford (1980-1987)
- Andrew James (1976-1980)

## Discografia
- Midnight Oil, CDCBS450902 2 			1978
- Head Injuries, CDCBS450903 2 			1979
- Bird Noises, CDCBS650770 			1980
- Place Without a Postcard, CDCBS460897 2 	1981
- 10,9,8,7,6,5,4,3,2,1, CDCBS25314 		1982
- Red Sails in the Sunset, CDCBS26355 		1984
- Species Deceases, CDCBS655857 		1985
- Diesel and Dust, CDCBS460005 			1987
- Blue Sky Mining, CDCBS465563 			1990
- Scream in Blue Live, CDCBS471453 2 		1992
- Earth and Sun and Moon, CDCBS473605 		1993
- Breathe, CDCBS485402 2 			1996
- 20.000 Watt RSL, CDCBS488866 2 		1997
- Redneck Wonderland, CDCBS4899712 		1998
- The Real Thing, CDCBS465563 			2000
- Capricornia, CDCBS 5062032000 		2002
- Flat Chat, CDCBS 5062032000 	 		2006
- Essential Oils, 	 		 2012
- The Makarrata Project, 2020
- Resist, 2022